# Річард Томпсон Джеймс

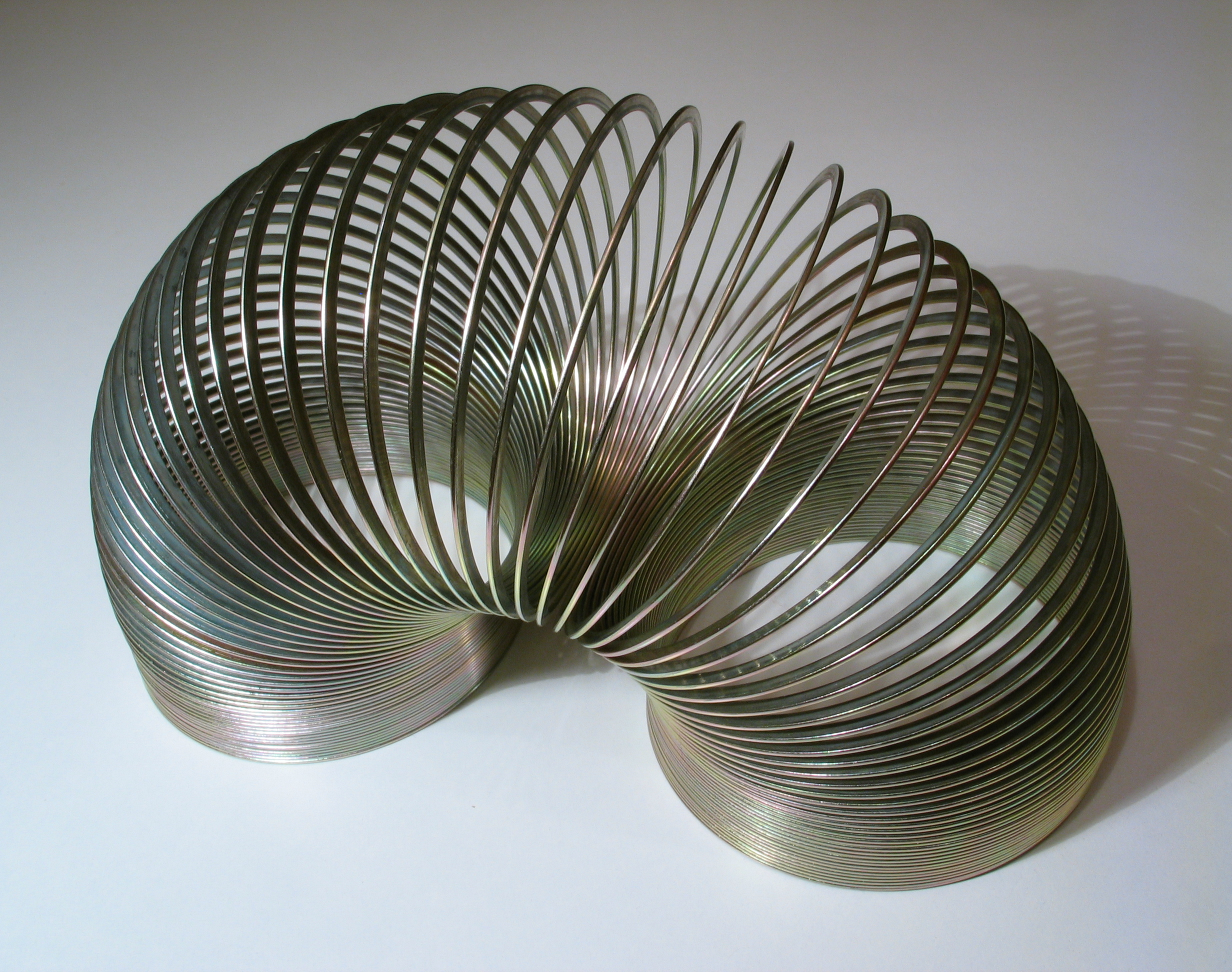
Пружинна іграшка Slinky, винайдена Річардом Джеймсом

Річард Томпсон Джеймс (англ. Richard Thompson James; 27 березня 1918, Філадельфія — 13 липня 1974, Кочабамба) — американський військово-морський інженер, найбільш відомий винаходом пружинної іграшки Слінкі разом зі своєю дружиною Бетті Джеймс у Кліфтон-Гайтс, штат Пенсільванія, у 1943 році.

## Біографія
Джеймс народився 27 березня 1918 року. У 1935 році він закінчив школу Весттаун, квакерську школу-інтернат, розташовану в окрузі Честер, штат Пенсільванія. У 1939 році він отримав ступінь інженера-механіка в Університеті штату Пенсільванія.
У 1943 році Джеймс намагався розробити засіб для підвішування чутливих корабельних приладів на борту військово-морських суден і працював із торсійними пружинами. Під час праці він випадково впустив одну з пружин на землю. Побачивши, як пружина продовжує рухатися після того, як вона вдарилася об землю, у нього народилася ідея іграшки. Він придбав машину для намотування котушок і заснував компанію James Spring & Wire для масового виробництва Слінкі. Наступного року його дружина Бетті придумала назву Слінкі, погортавши словник і подумавши, що це слово описує рух пружини. Пара виготовила 400 іграшок і переконала універмаг Gimbels у Філадельфії виставити у себе в магазині іграшки на Різдво 1945 року. Спочатку усі іграшки стояли в статичному положенні і не викликали цікавості покупців, проте коли Річард Джеймс продемонстрував іграшку в дії на пандусі, вся партія була розпродана протягом 90 хвилин за ціною 1 долар за штуку.
Загалом було продано 300 мільйонів Слінкі, близько чверті мільйона все ще продається по всьому світу щороку.
В 1950-х роках продажі Слінкі почали падати, а Річард приєднався до євангельської християнської секти. У 1960 році Річард поїхав до Болівії, щоб приєднатися до Перекладачів Біблії Вікліфа, залишивши дружину, шістьох дітей і майже збанкрутілу компанію в Сполучених Штатах.
Річард Джеймс помер від серцевого нападу в 1974 році в Болівії.